# Paul Heinrich Theodor Müller
Paul Heinrich Theodor Müller (ur. 31 stycznia 1896 w Kilonii, zm. po styczniu 1945, uznany za zmarłego przez Sąd Rejonowy w Hohenlimburgu w 1953) – SS-Obersturmführer, niemiecki członek SS i Schutzhaftlagerführer w Auschwitz-Birkenau.

## Życiorys
Müller dołączył do SS w październiku 1933 (członek nr 179 667). 1 maja 1937 dołączył do NSDAP (członek nr 4 486 232). Po rozpoczęciu II wojny światowej w 1939 pracował w obozie koncentracyjnym w Sachsenhausen. W 1940 został zatrudniony w obozie koncentracyjnym w pobliżu miasta Weiden.
W kwietniu 1942 został przeniesiony do obozu Auschwitz-Birkenau, gdzie do czerwca pełnił funkcję Kompanieführera I. Kompanii Wartowniczej. Od lipca 1942 do października 1943 był Kompanieführerem II. Kompanii Wartowniczej w obozie głównym i Schutzhaftlagerführerem w obozie kobiecym, który w sierpniu 1942 został przekształcony w obóz zagłady. W obozie kobiecym pracował z Johanną Langefeld i Marią Mandl.
W sierpniu 1943 Franz Hössler zastąpił Müllera jako Schutzhaftlagerführer w obozie kobiecym. W listopadzie 1943 był Kompanieführerem I. i II. Kompanii Wartowniczej w obozie Monowitz. 30 stycznia 1944 Müller został odznaczony Krzyżem Zasługi Wojennej 2. klasy z Mieczami. We wrześniu 1944 został kierownikiem obozu koncentracyjnego w Prudniku, znajdującego się w fabryce włókienniczej znanej po wojnie jako ZPB „Frotex”. Funkcję kierownika obozu pełnił do jego ewakuacji w styczniu 1945.